# إنترجلاكتيك: ذا هيرتيك بروفيت
إنترجلاكتيك ذا هيرتيك بروفيت هي لعبة مغامرات أكشن قادمة، من تطوير نوتي دوج ونشرها من قبل شركة سوني إنتراكتيف إنترتينمنت. تدور أحداث اللعبة في المستقبل، وتتبع صائدة الجوائز جوردان إيه مون (التي تصورها تاتي غبريال)، الذي تقطعت بها السبل على كوكب بعيد. من المقرر اصدار اللعبة حصريا على جهاز بلاي ستيشن 5.

## تطوير
بدأ تطوير اللعبة في عام 2020، بعد إصدار لعبة نوتي دوج السابقة، ذا لاست أوف أس 2، ويقودها المخرج والكاتب الإبداعي نيل دركمان واخراجها مع ماثيو جالانت وكورت مارجيناو، كما تم التعاون مع الملحن ترينت ريزنور و أتيكوس روس لتأليف الموسيقي.

## روابط خارجية
- صفحة اللعبة في موقع آي إم دي بي